# 东塔古墓群
东塔古墓群，位于宁夏回族自治区吴忠市利通区东塔乡，是中华人民共和国宁夏回族自治区文物保护单位之一。
2005年9月15日，授予宁夏回族自治区文物保护单位，是一座古墓葬。